# すけべ繁忙期 モーレツたらし込み
『すけべ繁忙期 モーレツたらし込み』（すけべはんぼうき モーレツたらしこみ）は2021年6月18日より公開の日本映画。加藤義一監督による成人映画として公開。

## 概要
久留木玲の初主演映画として企画された日本映画作品。男性主演は折笠慎也が務め、『オトナのしおり とじて、ひらいて』で演じた軽薄サラリーマン・繁を再び演じるドタバタ官能コメディ。
2022年9月、タイトルを『全裸セールス 回春!体当たり販売』と変更し、スターボードからDVD化。
映画ライター・切通理作は「令和ピンク版無責任男」と論評した。

## ストーリー
軽薄でお調子者の繁は女友達・朋美とその西野との性生活の問題を自身の性体験をもって解決し、無職だったことを知られると西野の経営するセールス会社にスカウトされ就職。そこには意地悪部長の高山と幼馴染の香がいた。幼いころ、無人島を買ってあげると約束された香は、繁にそのことを話すと購入を即決する。

## 登場人物
香
演 - 久留木玲
セールス会社「オーピー商事」勤務のOL。繁の初恋相手で社員としても初々しい魅力を保っている。幼いころ、いつか無人島を買ってあげると繁に言われていた。苗字は「ハナハタ」。
繁　
演 - 折笠慎也
スケベで軽薄なサラリーマン。物語開始時には無職であったが、口のうまさとセックステクニックでセールス会社に入社が決まり、行動力セックステクで売上を伸ばす。得意技は高速ダッシュとエッチの予約。苗字は「トクダ」。
朋美
演 - 森沢かな
社長の恋人で繁の友人。セクシーな魅力を持ち、なぜかチャイナ服で日常生活を送っている。苗字は「ニジノ」。
福子
演 - 岡江凛
セールス会社の取引相手である社長。心身ともにパワフルな熟女。常にほてっており、劇中ではマンモステクニックの持ち主とも称される。事業内容は不明であるが、会社名も「株式会社福子」である。
高山
演 - 安藤ヒロキオ
セールス会社「オーピー商事」営業部長。傲慢で極めてプライドが高いが、仕事ができるかというと微妙。香と仲良くする繁に嫉妬。
西野
演 - なかみつせいじ
セールス会社「オーピー商事」社長。性欲はあるが下半身が衰えてきている。世界的に売れているという入浴剤「BATH2000」の輸入販売業で財を成す。本名は不明であるが、朋美からは「キンちゃん」と呼ばれている。

## スタッフ
- 監督：加藤義一
- 脚本：筆鬼一
- 撮影監督：創優和
- 助監督：江尻大
- 録音：小林徹哉
- 選曲：友愛学園音楽部
- 整音：Bias Technologist
- 編集：蛭田智子
- スチール：本田あきら
- 仕上げ：東映ラボ・テック
- 配給・提供：オーピー映画